# 87 Leonis
87 Leonis (87 Leo o FN Leonis) è una stella gigante arancione di classe spettrale K4 III situata nella costellazione del Leone. È visibile a occhio nudo, con una magnitudine apparente di circa 4,771, e dista circa 600 anni luce dalla Terra.